# میترفلس
میترفلس (به آلمانی: Mitterfels) یک شهر در آلمان است که در اشتراوبینگ-بوگن واقع شده‌است.

## خصوصیات
میترفلس ۱۴٫۲۳ کیلومترمربع مساحت دارد ۴۰۷ متر بالاتر از سطح دریا واقع شده‌است.